# Rondoniagora
Rondoniagora é um jornal em tempo real brasileiro, sediado em Rondônia, e um dos pioneiros do jornalismo em tempo real no país, sendo o primeiro noticioso on line do Estado Foi criado em Porto Velho pelos jornalistas Elianio Nascimento e Gérson Costa.